# Tanjung (Pegantenan)
Tanjung is een bestuurslaag in het regentschap Pamekasan van de provincie Oost-Java, Indonesië. Tanjung telt 7763 inwoners (volkstelling 2010).